# Diócesis de Rieti
La diócesis de Rieti (en latín: Dioecesis Reatina y en italiano: Diocesi di Rieti) es una circunscripción eclesiástica de la Iglesia católica en Italia. Se trata de una diócesis latina, inmediatamente sujeta a la Santa Sede. Desde el 18 de noviembre de 2022 su obispo es Vito Piccinonna. Desde el 3 de junio de 1925 los obispos llevan el título de abad de la abadía de San Salvador Mayor. 

## Territorio y organización

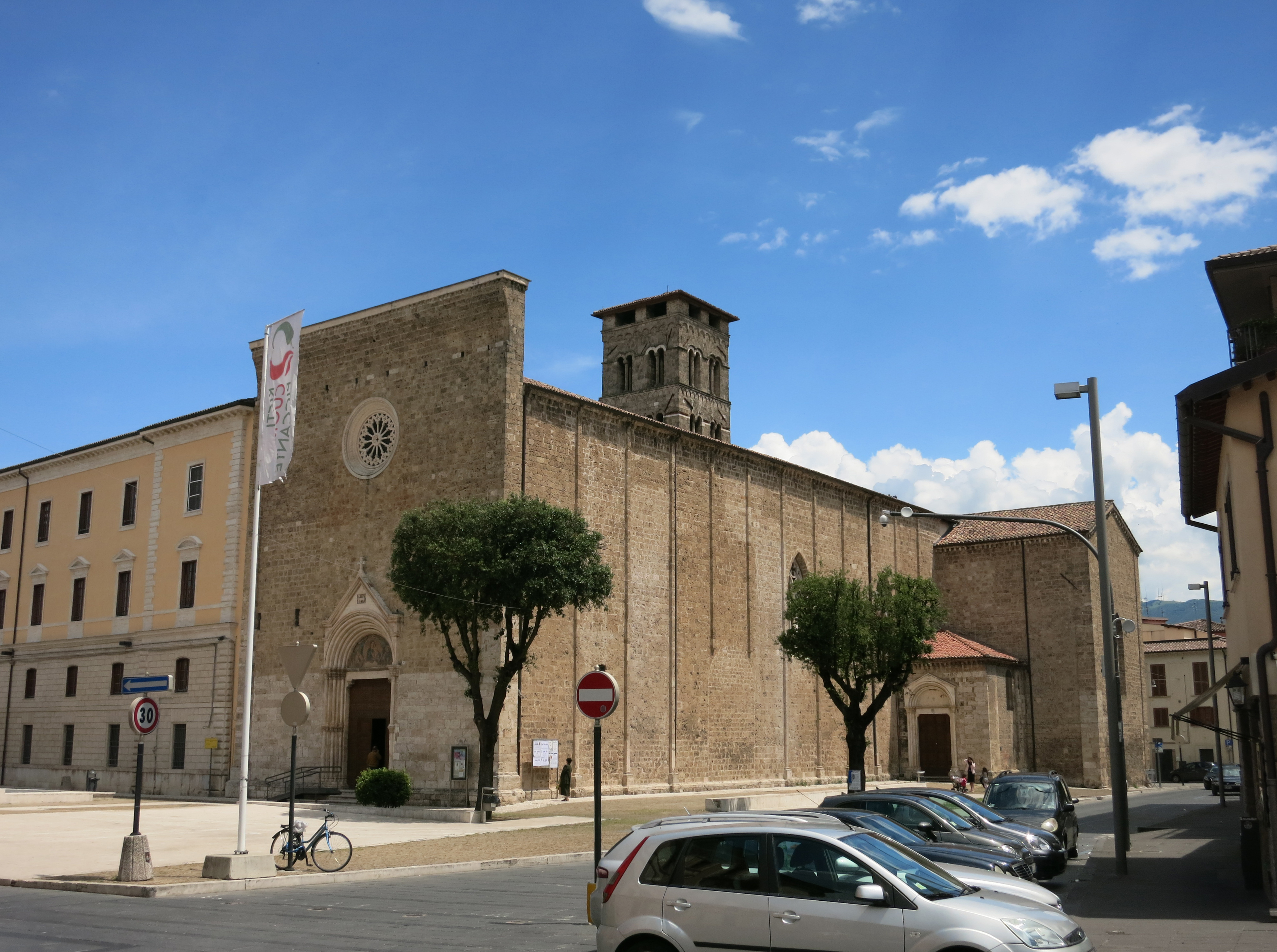
Basílica de San Agustín, en Rieti

La diócesis tiene 1818 km² y extiende su jurisdicción sobre los fieles católicos de rito latino residentes en 41 comunas de la provincia de Rieti en la región del Lacio: Accumoli, Amatrice, Antrodoco, Ascrea, Belmonte in Sabina, Borbona, Borgo Velino, Borgorose, Cantalice, Castel di Tora, Castel Sant'Angelo, Cittaducale, Cittareale, Collalto Sabino, Colle di Tora, Collegiove, Colli sul Velino, Concerviano, Contigliano, Fiamignano, Greccio, Labro, Leonessa, Longone Sabino, Marcetelli, Micigliano, Monte San Giovanni in Sabina, Monteleone Sabino (excepto la fracción de Ginestra Sabina que pertenece a la sede suburbicaria de Sabina-Poggio Mirteto), Morro Reatino, Nespolo, Paganico, Pescorocchiano, Petrella Salto, Poggio Bustone, Posta, Pozzaglia Sabina (solo la fracción de Pietraforte, perteneciendo la cabecera a la diócesis de Tívoli), Rieti, Rivodutri, Rocca Sinibalda, Torricella in Sabina (limitada a las fracciones de Ornaro Alto, Ornaro Basso y Oliveto Sabino, ya que la cabecera pertenece a la sede suburbicaria de Sabina-Poggio Mirteto) y Varco Sabino.

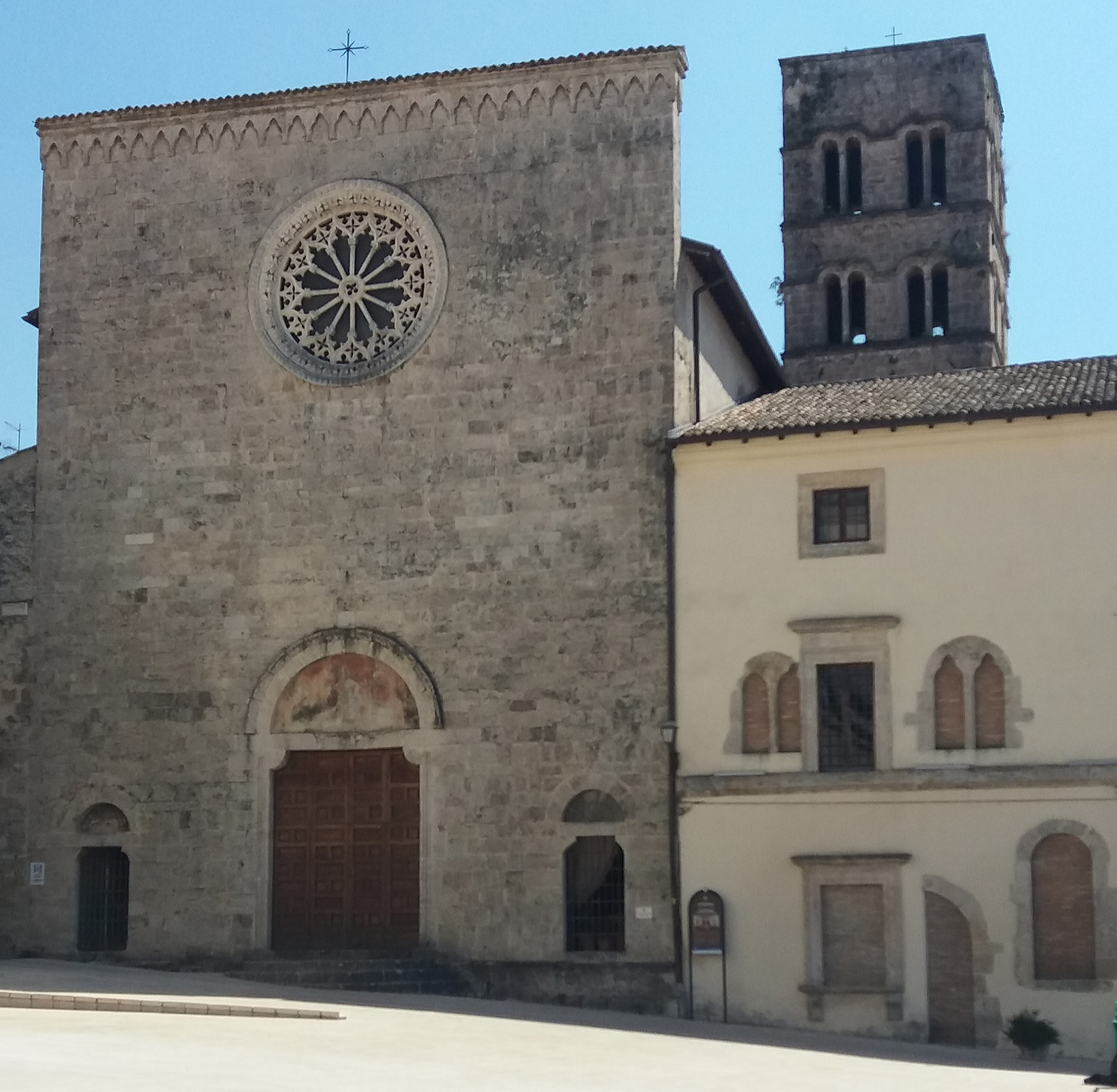
Excatedral de Santa María del Pueblo, en Cittaducale

La sede de la diócesis se encuentra en la ciudad de Rieti, en donde se halla la Catedral de Nuestra Señora de la Asunción y la basílica de San Agustín. En Cittaducale se halla la Excatedral de Santa María del Pueblo (de la diócesis de Cittaducale).

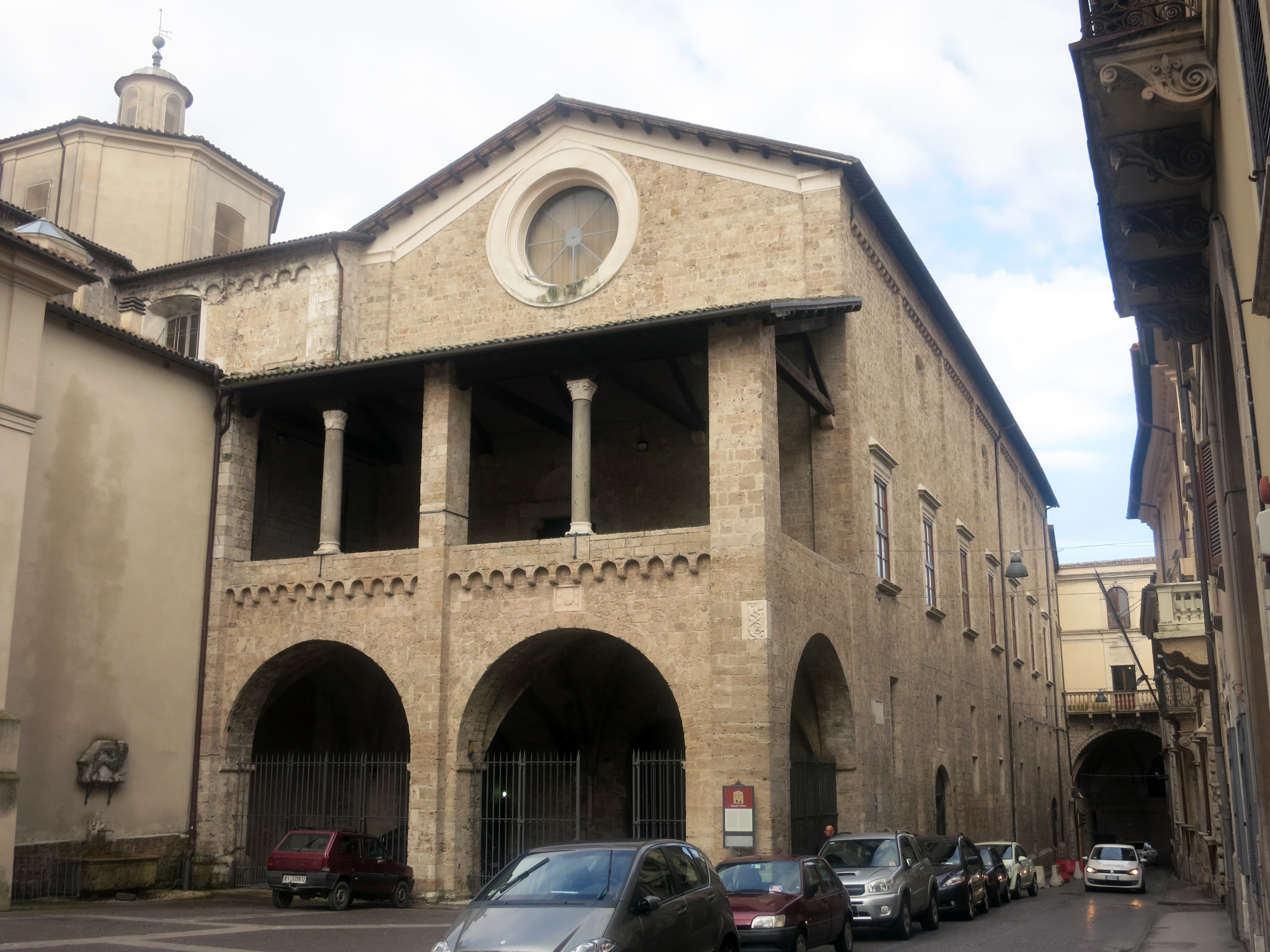
El exterior del palacio episcopal de Rieti; en su interior alberga el museo diocesano

En 2022 en la diócesis existían 94 parroquias agrupadas en 5 zonas pastorales: Monti della Laga, Alta e Bassa Valle del Velino, Altopiano Leonessano; Cicolano - Valle del Salto; Rieti (ciudad y alrededores); Montepiano Reatino; Alta Sabina - Colli Turanensi.

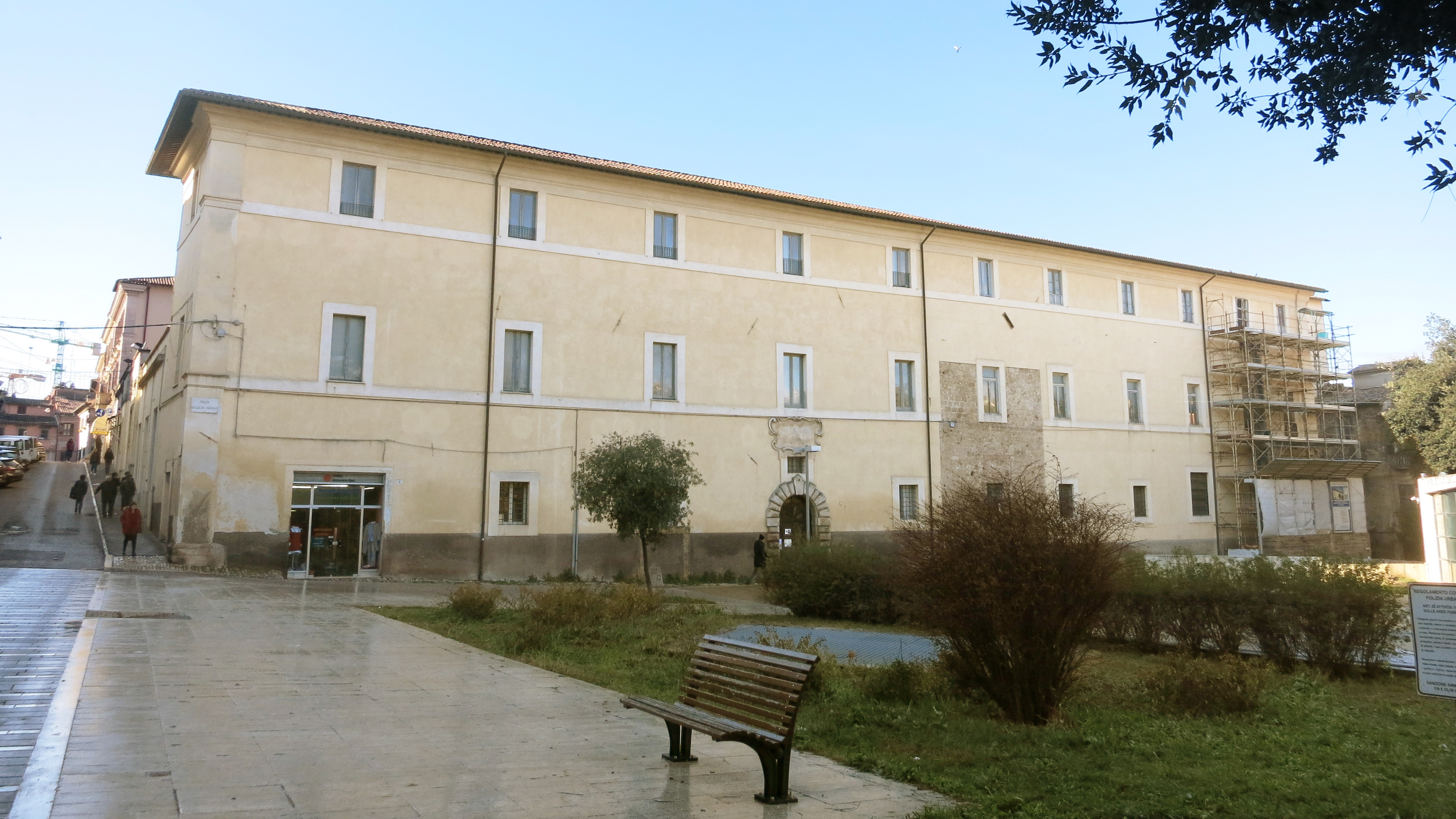
Seminario diocesano de Rieti

## Historia
Según la tradición, el proceso de cristianización de la zona de Rieti lo inició san Prosdócimo en el siglo I. Sin embargo, la difusión y afirmación del cristianismo en la zona de Rieti se remonta al siglo II/III. La diócesis está documentada por primera vez a partir de finales del siglo V con el obispo Orso, que participó en Roma en los tres concilios celebrados en los primeros años del pontificado del papa Símaco en 499, 501 y 502.
El obispo Catellus recibió una carta del papa Pelagio I en 559. Los Diálogos de san Gregorio Magno mencionan a otros dos obispos de Rieti, que vivieron en la segunda mitad del siglo VI, Albino y Probo. El sarcófago de un obispo Albino, quizás el mismo de Rieti, fue encontrado entre las ruinas de la antigua catedral de Forcona (Civita di Bagno), lugar donde el obispo de Rieti pudo haberse refugiado para escapar de la invasión de los lombardos. En 598, a petición del diácono de Rieti Pablo, Crisanto, obispo de Spoleto, recibió el encargo de Gregorio Magno de colocar las reliquias de los mártires Ermas, Giacinto y Máximo en la catedral de Rieti, titulada basilica beatae Mariae semper Virginis genitricis Dei et Domini nuestro Jesu Christi, cerca de la pila bautismal; es la mención más antigua de la catedral de la diócesis, que evidentemente estaba vacante en ese momento.
La cronología episcopal de Rieti se reanudó hacia mediados del siglo VII con Gaudiosus, quien estuvo presente en el concilio de 649 convocado por el papa Martín I para condenar la herejía monotelita. Muchos obispos de la Alta Edad Media son conocidos gracias al registro farfanés y a los documentos conservados en los archivos capitulares de la catedral de Rieti.
La diócesis era muy grande e incluía, además del valle y la región de Rieti, el Cicolano y, hacia el norte, el territorio de Cittareale. Entre los siglos XI y XII, también pasó a formar parte de la diócesis el territorio de la antigua diócesis de Amiterno en Abruzos, que ya no tenía obispos desde hacía siglos. En 1182 el papa Lucio III, como ya habían hecho sus predecesores, sometió la diócesis al sometimiento inmediato de la Santa Sede y enumeró todas las posesiones que dependían directamente del obispo de Rieti.

«Los términos de la diócesis, descritos tomando como referencia montañas, valles, iglesias y ciudades, según la bula de 1182, discurrían aproximadamente desde el monte Ribulo (hoy monte Tancia) por el paso de Forca Cerro hasta las aguas del Marmore, desde Santa María en Anglese (cerca de Labro) cruzaron las montañas y llegaron a Leonessa, luego, cruzando la cadena Terminillo, llegaron a Sigillo y Falacrine (hoy Cittareale); Desde aquí subieron las montañas cerca de Pizzoli hasta Ortolano, en el límite con la diócesis de Teramo, luego subieron al noroeste del Gran Sasso, bajaron por el desfiladero de Paganica hasta la colina de L'Aquila y subieron hasta Furfo di Civita di Bagno, continuaron hacia las montañas de Lucoli cruzando el Monte Duchessa y descendiendo a Bocca di Tevi hasta las iglesias de San Giorgio y Santa Giusta cerca del lago Fucino, continuaron hacia Pietrasecca y Roccacerro, pasando por Vallinfreda y Canemorto (hoy Orvinio) , y luego, cruzando el río Farfa, regresaron al monte Ribulo.»
(G. Maceroni, La diócesis de Rieti en el difícil camino de la ciudad bajomedieval, y San Francisco en la religiosidad de la época , en «San Francisco en la civilización medieval con referencia al valle de Reatina, Cicolano y Corvaro», Rieti , 1983, pág. 31.)

Esta extensión territorial duró poco. En efecto, con bulas papales del 22 de diciembre de 1256 y del 20 de febrero de 1257, Alejandro IV erigió la diócesis de L'Aquila con el territorio de la suprimida diócesis de Forcona y con una parte del territorio de la diócesis de Rieti, que perdió así 150 iglesias y buena parte de la zona de Amiterno.
El obispo Benincasa inició la reconstrucción de la antigua catedral a principios del siglo XII; en 1157 el obispo Dodone consagró la cripta, mientras que el 9 de septiembre de 1225 el papa Honorio III consagró solemnemente la nueva catedral.
Según la Crónica Farfense, en 735 fue fundada la abadía de San Salvador Mayor, que, a lo largo de los siglos siguientes, creció en poder y prestigio, ocupando varios castillos y posesiones dentro de la diócesis de Rieti. Los conflictos de jurisdicción con los obispos de Rieti eran inevitables, hasta que en 1191 el papa Celestino III confirmó la inmediata sujeción del monasterio benedictino a la Santa Sede y su exención del obispo de Rieti.
Todo el siglo XIII fue un período de esplendor y prosperidad económica para la ciudad de Rieti, que a menudo fue elegida sede papal: en un siglo residieron allí los papas Inocencio III (1198), Honorio III (en 1219 y 1225), Gregorio IX (en 1227, 1232 y 1234), Nicolás IV (entre 1288 y 1289) y Bonifacio VIII (en 1298). La presencia de la curia en la ciudad hizo necesaria la construcción del palacio episcopal (o palacio papal), construido entre 1283 y 1288 junto a la catedral, e hizo que la catedral fuera testigo de importantes acontecimientos históricos: el 13 de julio de 1234 el papa Gregorio IX celebró la misa de canonización de santo Domingo de Guzmán, fundador de la Orden de Predicadores. El 29 de mayo de 1289, Carlos II de Anjou fue coronado rey de Apulia, Sicilia y Jerusalén por el papa Nicolás IV.
El siglo XIII sigue siendo importante para Rieti y su valle por la presencia y la acción de san Francisco de Asís, que acudió allí para curar el glaucoma que padecía, pero sobre todo buscó y obtuvo la aprobación de la regla compuesta en el ermita de Fontecolombo. Otros lugares franciscanos fundados por el santo son Greccio, Poggio Bustone y La Foresta. El capítulo general de los franciscanos tuvo lugar en Rieti en 1232, en presencia de Gregorio IX, que llevó a la elección del hermano Elías; y nuevamente en 1289, en presencia del papa Nicolás IV, exministro general de la Orden de Frailes Menores.
El 24 de enero de 1502 la diócesis de Rieti cedió una parte de su territorio para la erección de la diócesis de Cittaducale. Esto, sin embargo, fue suprimido ante la insistencia del cardenal administrador Giovanni Colonna el 8 de noviembre de 1505 y el territorio fue nuevamente reintegrado a la diócesis de Rieti. Después de la muerte del cardenal, la diócesis de Cittaducale fue restablecida el 17 de octubre de 1508, hasta que en 1818 fue suprimida y fusionada con la diócesis de L'Aquila.
En la segunda mitad del siglo XVI los obispos trabajaron para implementar los decretos de reforma del Concilio de Trento. Entre ellos destacó el veneciano Marco Antonio Amulio, que en 1564 fundó el seminario diocesano, inaugurado el 4 de junio en la antigua sede del podestà. El propio Amulio convocó dos sínodos de reforma e hizo una visita pastoral a la diócesis. La práctica sinodal fue continuada por sus sucesores a lo largo del siglo XVII y la primera mitad del siglo XVIII.
El 25 de noviembre de 1841, en virtud de la bula Studium quo impense affimur del papa Gregorio XVI, las abadías territoriales de Farfa y San Salvador Mayor fueron suprimidas y parte de su territorio fue cedido a la diócesis de Rieti, que adquirió los centros de Cenciara, Rocca Ranieri, Porcigliano, San Silvestro, San Martino, Concerviano, Offeio y Magnalardo, tras su traslado, a la nueva diócesis de Poggio Mirteto, de Torricella en Sabina.
En julio de 1859 la jurisdicción de la diócesis se extendió a Leonessa, que había pertenecido a la arquidiócesis de Spoleto.
El 3 de junio de 1925 mediante la bula In altis Sabinae montibus del papa Pío XI el enclave en territorio reatino de la antigua abadía territorial de San Salvador Mayor pasó de la diócesis de Poggio Mirteto a la diócesis de Rieti, que así extendió su jurisdicción sobre las parroquias de las zonas habitadas de Pratoianni, Vaccareccia, Longone, Vallecupola, Rocca Vittiana, Poggio Vittiano y Varco Sabino. Al mismo tiempo, a los obispos pro tempore de Rieti se les asignó el título de la abadía de San Salvador Mayor, que aún ostentan.
Entre 1965 y 1976 la diócesis se expandió aún más gracias a la redefinición de las fronteras con las diócesis vecinas: de la diócesis de Ascoli Piceno obtuvo los municipios de Amatrice y Accumoli en la provincia de Rieti; el territorio de la antigua diócesis de Cittaducale se obtuvo de la arquidiócesis de L'Aquila, pero al mismo tiempo perdió todos los municipios de la provincia de L'Aquila en favor de la sede de L'Aquila; todas las parroquias de la provincia de Rieti fueron finalmente separadas de la arquidiócesis de Spoleto, de la diócesis de Nursia y de la diócesis de Narni, que fueron anexadas a la diócesis de Rieti.
En 1972 la diócesis pasó de la región eclesiástica de Umbría a la del Lacio.
En 1984 una gran reorganización territorial de la diócesis llevó a la supresión de 123 parroquias de un total de 217.

## Estadísticas
Según el Anuario Pontificio 2023 la diócesis tenía a fines de 2022 un total de 89 600 fieles bautizados.
| Año                                                                             | Población            | Población | Población      | Sacerdotes | Sacerdotes    | Sacerdotes    | Bautizados por sacerdote | Diáconos permanentes | Religiosos | Religiosos | Parroquias |
| Año                                                                             | Bautizados católicos | Total     | % de católicos | Total      | Clero secular | Clero regular | Bautizados por sacerdote | Diáconos permanentes | Varones    | Mujeres    | Parroquias |
| ------------------------------------------------------------------------------- | -------------------- | --------- | -------------- | ---------- | ------------- | ------------- | ------------------------ | -------------------- | ---------- | ---------- | ---------- |
| 1950                                                                            | 125 000              | 125 000   | 100.0          | 190        | 155           | 35            | 657                      |                      | 45         | 190        | 172        |
| 1970                                                                            | 111 410              | 111 560   | 99.9           | 159        | 134           | 25            | 700                      |                      | 25         | 365        | 202        |
| 1980                                                                            | 98 000               | 99 350    | 98.6           | 148        | 116           | 32            | 662                      | 1                    | 44         | 375        | 217        |
| 1990                                                                            | 87 000               | 94 670    | 91.9           | 104        | 79            | 25            | 836                      | 2                    | 27         | 255        | 94         |
| 1999                                                                            | 90 600               | 98 850    | 91.7           | 105        | 83            | 22            | 862                      | 2                    | 22         | 220        | 94         |
| 2000                                                                            | 91 500               | 99 200    | 92.2           | 104        | 82            | 22            | 879                      | 2                    | 22         | 220        | 94         |
| 2001                                                                            | 91 500               | 99 200    | 92.2           | 104        | 82            | 22            | 879                      | 2                    | 22         | 220        | 94         |
| 2002                                                                            | 91 500               | 99 200    | 92.2           | 105        | 73            | 32            | 871                      | 3                    | 33         | 218        | 94         |
| 2003                                                                            | 93 000               | 99 000    | 93.9           | 105        | 73            | 32            | 885                      | 3                    | 33         | 215        | 93         |
| 2004                                                                            | 93 000               | 99 000    | 93.9           | 103        | 72            | 31            | 902                      | 3                    | 32         | 214        | 94         |
| 2010                                                                            | 93 011               | 99 095    | 93.9           | 110        | 88            | 22            | 845                      | 15                   | 26         | 201        | 94         |
| 2014                                                                            | 93 003               | 99 046    | 93.9           | 93         | 74            | 19            | 1000                     | 15                   | 24         | 203        | 94         |
| 2017                                                                            | 90 644               | 95 666    | 94.8           | 92         | 70            | 22            | 985                      | 17                   | 24         | 161        | 94         |
| 2020                                                                            | 88 205               | 93 323    | 94.5           | 87         | 60            | 27            | 1013                     | 16                   | 30         | 131        | 94         |
| 2022                                                                            | 89 600               | 94 700    | 94.6           | 89         | 63            | 26            | 1006                     | 16                   | 29         | 134        | 94         |
| Fuente: Catholic-Hierarchy, que a su vez toma los datos del Anuario Pontificio. |                      |           |                |            |               |               |                          |                      |            |            |            |

## Episcopologio
- Orso † (antes de 499-después de 502)[16]
- Catello † (mencionado en 559)[17]
- Probo † (?-antes de 593/594 falleció)[18]
- Albino † (?-antes de 593/594 falleció)[4]
- Gaudioso † (mencionado en 649)[nota 4]
- Adriano † (mencionado en 680)
- Teutone † (antes de 753-después de 764)
- Guiberto I † (antes de 770 circa-mayo de 773 falleció)
- Isermondo I † (mencionado en junio de 773)
  - Agio † (mencionado en enero de 776) (obispo electo)[nota 5]
- Sinualdo † (mencionado en diciembre de 777)
- Guiberto II † (mencionado en marzo de 778)
- Pietro † (mencionado en abril de 779)
- Guiberto III † (mencionado en 780)
- Alefredo o Arnefredo † (documentado en 782 y en 794)
- Isermondo II † (antes de 803-después de 814)
  - Sede vacante
- Colo I † (852[nota 6]-después de 861)
- Giovanni I † (mencionado en 864)
- Teudardo † (antes de 875-después de 879)
- Riccardo † (mencionado en 887)
- Colo II † (mencionado en 922)[19]
- Tebroldo (Tebaldo) † (mencionado en 945)
- Anastasio † (mencionado en 948 y en 955[nota 7])
- Alberico † (mencionado en 969)
- Eldebrando o Eldebaldo † (mencionado en 975)
- Giovanni II † (mencionado en 982)
- Oberto † (mencionado en 995)
- Giocondo † (mencionado antes de mayo de 1050)[20]
- Gerardo † (antes de mayo de 1050-después de 1059)[21]
- Rainerio I † (antes de 1074-después de 1084)[20]
- Benincasa o Bonincasa † (antes de 1109-después de septiembre de 1113)[20]
- Teuzo † (mencionado en 1114 y en 1118)
- Colo III † (mencionado en 1122)
- Giovanni III † (mencionado en 1129)[22]
- Gentile † (mencionado en 1133)[23]
- Dodone, O.Cist. † (1137-después de febrero de 1181 falleció)[24]
- Settimio Quarini? † (1181)
- Benedetto † (antes del 17 de abril de 1182[25]-después de 1185)
- Adenolfo Secenari † (antes de 1188-después de septiembre de 1212[26])
- Gentile da Preturo † (mencionado en marzo de 1213)[26]
- Rainaldo I, O.S.B. † (antes de 1215-después de octubre de 1226[27])
- Odone † (mencionado en 1227 circa)
- Rainerio II † (mencionado en 1233)
- Giovanni IV † (mencionado en 1236 y en 1238)[28]
- Rainerio III † (mencionado en 1249)
- Rainaldo II, O.F.M. † (1249-1250 renunció)
- Tommaso I † (7 de febrero de 1252[nota 8]-después de 1262[29])
- Gottifredo † (23 de agosto de 1265-1275 falleció)
  - Sede vacante (1275-1278)
- Pietro Gerra † (2 de agosto de 1278-22 de julio de 1286 nombrado arzobispo de Monreale)
- Andrea † (27 de julio de 1286-después de 1292)
- Niccolò, O.Cist. † (?-1296 renunció)
- Berardo di Poggio † (4 de febrero de 1296-1299 falleció)
- Giacomo Pagani † (26 de agosto de 1299-1301 depuesto)
- Angelo, O.F.M. † (8 de junio de 1302-julio de 1302 falleció)
- Giovanni Muti Papazzurri † (3 de agosto de 1302-1339 falleció)[nota 9]
- Tommaso II † (7 de diciembre de 1339-1342 falleció)
- Raimondo II † (5 de agosto de 1342-6 de marzo de 1346 nombrado obispo de Orvieto)
- Biagio da Leonessa, O.F.M. † (24 de octubre de 1347-20 de abril de 1378 falleció)
- Bartolomeo Mezzavacca † (1378-1380 renunció)
- Ludovico degli Alfani † (23 de julio de 1380-9 de febrero de 1397 falleció)
- Ludovico Teodonari † (4 de septiembre de 1397-1436 falleció)
  - Giovanni † (1436-1438 falleció) (administrador apostólico)
- Mattia Foschi † (10 de marzo de 1438-1450 falleció)
- Angelo Capranica † (25 de septiembre de 1450-1468 renunció)
- Domenico Camisati † (27 de febrero de 1469-1475 nombrado obispo de Cesena)
- Fazio Gallerani † (1475-27 de noviembre de 1477 nombrado obispo de Ascoli Satriano)
- Angelo Capranica † (1477-3 de julio de 1478 falleció) (por segunda vez)
  - Giovanni Colonna † (10 de noviembre de 1480-28 de septiembre de 1508 falleció) (administrador apostólico)
- Pompeo Colonna † (6 de octubre de 1508-14 de marzo de 1514 renunció)
- Scipione Colonna † (14 de marzo de 1514-1528 falleció)
- Pompeo Colonna † (1528-27 de agosto de 1529 renunció) (por segunda vez)
- Mario Aligeri † (27 de agosto de 1529-6 de octubre de 1555 falleció)
- Giovanni Battista Osio † (23 de octubre de 1555-12 de noviembre de 1562 falleció)
- Marco Antonio Amulio † (23 de noviembre de 1562-17 de marzo de 1572 falleció)
- Mariano Vittori † (2 de junio de 1572-29 de junio de 1572 falleció)
- Alfonso Binarini † (18 de julio de 1572-30 de agosto de 1574 nombrado obispo de Camerino)
- Costantino Barzellini, O.F.M.Conv. † (30 de agosto de 1574-9 de abril de 1584 nombrado obispo de Foligno)
- Giulio Cesare Segni † (27 de agosto de 1584-16 de junio de 1603 renunció)
- Giovanni Desideri † (16 de junio de 1603-1604 falleció)
- Gaspare Pasquali, O.F.M.Conv. † (31 de mayo de 1604-13 de junio de 1612 falleció)
- Pier Paolo Crescenzi † (4 de julio de 1612-17 de marzo de 1621 nombrado obispo de Orvieto)
- Giovanni Battista Toschi † (29 de marzo de 1621-13 de diciembre de 1633 falleció)
- Gregorio Naro † (6 de febrero de 1634-7 de agosto de 1634 falleció)
- Gianfrancesco Guidi di Bagno † (16 de abril de 1635-28 de febrero de 1639 renunció)
- Giorgio Bolognetti † (28 de febrero de 1639-1660 renunció)
- Odoardo Vecchiarelli † (5 de mayo de 1660-31 de julio de 1667 falleció)
  - Giulio Gabrielli † (12 de marzo de 1668-2 de agosto de 1670 renunció) (administrador apostólico)
- Ippolito Vicentini † (22 de diciembre de 1670-20 de junio de 1702 falleció)
  - Sede vacante (1702-1707)
- Francesco Maria Antonio degli Abbati † (8 de junio de 1707-21 de julio de 1710 nombrado obispo de Carpentras)
- Bernardino Guinigi † (1 de junio de 1711-20 de diciembre de 1723 nombrado obispo de Lucca)
- Antonino Serafino Camarda, O.P. † (12 de junio de 1724-24 de mayo de 1754 falleció)
- Gaetano Cimeli † (16 de diciembre de 1754-24 de febrero de 1761 falleció)
- Girolamo Clarelli † (6 de abril de 1761-18 de junio de 1764 falleció)
- Giovanni de Vita † (26 de noviembre de 1764-1 de abril de 1774 falleció)
- Vincenzo Ferretti † (17 de julio de 1775-20 de septiembre de 1779 nombrado obispo de Rímini)
- Saverio Marini † (20 de septiembre de 1779-6 de enero de 1812 falleció)
- Carlo Fioravanti † (26 de septiembre de 1814-13 de julio de 1818 falleció)
- Francesco Saverio (François-Xavier) Pereira † (2 de octubre de 1818-2 de febrero de 1824 falleció)
- Timoteo Maria Ascensi, O.C.D. † (24 de mayo de 1824-24 de abril de 1827 renunció[nota 10])
- Gabriele Ferretti † (21 de mayo de 1827-22 de julio de 1833 nombrado nuncio apostólico en Sicilia[nota 11])
- Benedetto Cappelletti † (29 de julio de 1833-15 de mayo de 1834 falleció)
- Filippo Curoli † (30 de septiembre de 1834-26 de enero de 1849 falleció)
- Gaetano Carletti † (28 de septiembre de 1849-26 de julio de 1867 falleció)
  - Sede vacante (1867-1871)
- Egidio Mauri, O.P. † (22 de diciembre de 1871-1 de junio de 1888 nombrado obispo de Osimo y Cingoli)
- Carlo Bertuzzi † (11 de febrero de 1889-18 de marzo de 1895 nombrado obispo de Foligno)
- Bonaventura Quintarelli † (18 de marzo de 1895-31 de octubre de 1915 falleció)
- Tranquillo Guarneri † (9 de diciembre de 1915-16 de junio de 1916 renunció[nota 12])
- Francesco Sidoli † (20 de junio de 1916-24 de marzo de 1924 nombrado arzobispo de Génova)
- Massimo Rinaldi, C.S. † (2 de agosto de 1924-31 de mayo de 1941 falleció)
- Benigno Luciano Migliorini, O.F.M. † (19 de julio de 1941-13 de marzo de 1951 nombrado arzobispo de Lanciano y Ortona)
- Raffaele Baratta † (18 de abril de 1951-17 de diciembre de 1959 nombrado arzobispo de Perugia)
- Nicola Cavanna † (20 de enero de 1960-21 de junio de 1971 nombrado obispo coadjutor de Asti[nota 13])
- Dino Trabalzini † (28 de junio de 1971-18 de marzo de 1980 nombrado arzobispo de Cosenza y Bisignano)
- Francesco Amadio † (14 de mayo de 1980-30 de septiembre de 1989 retirado)
- Giuseppe Molinari (30 de septiembre de 1989-16 de marzo de 1996 nombrado arzobispo coadjutor de Aquila)
- Delio Lucarelli † (30 de noviembre de 1996-15 de mayo de 2015 retirado)
- Domenico Pompili (15 de mayo de 2015-2 de julio de 2022 nombrado obispo de Verona)[nota 14]
- Vito Piccinonna, desde el 18 de noviembre de 2022